# Allendemonument
Het Allendemonument is een beeld/monument in Amsterdam Nieuw-West.
Het is een door Ton Blommerde ontworpen geabstraheerde vuist van betonnen elementen. Blommerde, die zich ook wel bediende van de naam Blommende, liet zich inspireren door de Inca's, hij stapelde de betonnen delen zonder voegmiddel. Het beeld staat in het Sloterpark in een veld nabij de President Allendelaan. Monument en weg zijn vernoemd naar de Chileense president Salvador Allende, die op 11 september 1973 bij de staatsgreep in 1973 zelf zijn leven beëindigde. Lang werd gedacht dat hij vermoord zou zijn (deze tekst staat dus abusievelijk op de plaquette). In 2011 werd na uitgebreid onderzoek officieel meegedeeld dat hij zelfmoord pleegde. Het beeld werd op 11 september 1975 (twee jaar na zijn dood) onthuld door toenmalig burgemeester Ivo Samkalden in aanwezigheid van enkele Chileense ballingen en een afvaardiging van het bestuur van de Amsterdamse Communistische Partij van Nederland. Op 11 september 1979 legde zijn weduwe Hortensia Bussi hier een krans. Overigens maakte de kunstenaar ook zelf een eind aan zijn leven. 
Bij het beeld staat een tekstplaat. De tekst daarop luidt:
Salvador Allende
1903-1973
President van Chili
1970-1973
Hem stond voor ogen
Dat zijn land zou toebehoren
Aan hen die er leven en werken
Door de vijanden van zijn volk
Werd hij vermoord
Op 11 september 1973
Als eerst van tienduizenden Chilenen
In de strijd
Voor de bevrijding van Latijns-Amerika